# Via Claudia Nova

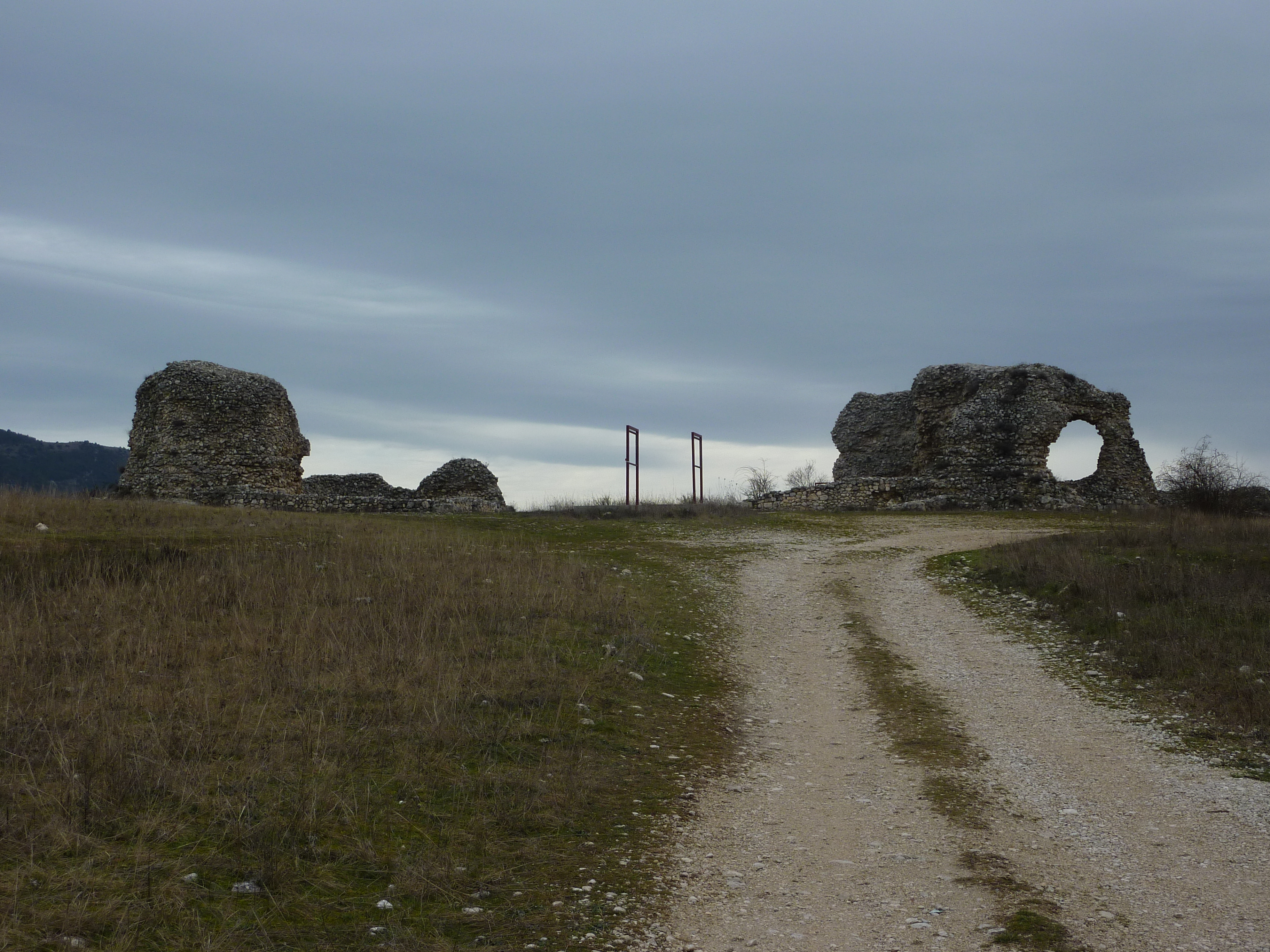
Peltuinum

La via Claudia Nova è un'antica strada romana, costruita nel 47 d.C. dall'imperatore Claudio per congiungere la via Cecilia e la via Claudia Valeria.
Le informazioni sul suo percorso sono discordanti; alcune fonti la fanno partire da Amiternum, mentre altre fonti la fanno partire da Civitatomassa, frazione di Scoppito costruita sui ruderi del pago romano di Foruli. Il punto di arrivo è la via Claudia Valeria nei pressi di Bussi sul Tirino, alla confluenza dei fiumi Tirino e Aterno.
Il suo percorso, nell'attraversamento della Piana di Navelli, si sovrapponeva a quello del tratturo L'Aquila-Foggia, mentre, superata la chiesa di Santa Maria dei Cintorelli nei pressi di Caporciano, segue il percorso del Tratturo Centurelle-Montesecco fino a Collepietro.
Tra i centri attraversati, Peltuinum, città romana i cui resti risultano ancora visibili nei pressi di Prata d'Ansidonia, e Ocriticum, villaggio romano luogo di sosta per i viandanti e soprattutto rilevante luogo di culto: qui, difatti, si ergeva l'area templare detta Jovis Larene, segnata sulla Tabula Peuntingeriana. I resti di Ocriticum sono tuttora visitabili nei pressi di Cansano.